# Созонтів Симон Васильович
Симон Васильович Созонтів (1898, Харківська губернія, Російська імперія — 1980, Франція) — український громадсько-політичний діяч у Франції.

## Життєпис
Родом із Харківщини, за фахом інженер. Сотник Армії УНР. По закінченні Української господарської академії у Подєбрадах (1927) перебуває у Франції, власник підприємства.
Голова Української громадської опіки у Франції (1946—1954 роки), Українського центрального громадського комітету у Франції (1948—1969), Представництва Виконавчого органу Української Національної Ради у Франції (1948—1954). 
У 1954—1955 роках Голова Виконавчого органу Української Національної Ради (уряду України в екзилі).
Засновник франко-українського видавництва «Громада», член Митрополичої ради УАПЦ.

## Цікавий факт
Був поціновувачем мистецтва. Придбав багато картин у видатного художника Василя Кричевського.